# Lire vénitienne
Pour les articles homonymes, voir Lire (monnaie).
La lire est l'une des anciennes monnaies de la république de Venise du Xe siècle à 1797, puis en tant que lire de la Province vénitienne sous domination autrichienne, de 1798 à 1805, et enfin, sous l'éphémère république de Saint-Marc en 1848-1849. 

## Histoire monétaire

### République de Venise
La république de Venise, comme jadis l'Empire carolingien, utilisait la livre (libra) en tant qu'unité de mesure : cette monnaie est donc théoriquement taillée dans une masse d'argent pesant 434,80 g d'argent fin, métal qui demeure l'étalon jusqu'au XIIIe siècle. Au IXe siècle, la monnaie circulante commune est le denaro (denier d'argent), petite pièce d'argent pesant 1,7 g. Le cours du denier ne va cesser de se dégrader ; vers 1200, le denaro ne contient plus que 0,08 g d'argent fin,. 
Le privilège de battre monnaie est accordé à Venise en 921 par Rodolphe II de Bourgogne. En 953, la lire est citée comme étant une petite monnaie divisionnaire (lira piccola), en usage parmi le peuple (libra venetorum parvorum). Elle vaut 20 soldi (au singulier, soldo) ou 240 deniers (denari). Dès 1193, sous le doge Enrico Dandolo, Venise fait frapper le grosso, pesant 2,18 g d'argent fin (985 millièmes), elle concurrence le gros tournois français qui circulait majoritairement en Europe. Le grosso équivaut à 26 denari.
La puissance de Venise s'est surtout illustrée à travers la frappe de millions de sequins d'or (zecchini d'oro), à partir de 1284. Le sequin d'or, la seule monnaie de transaction officielle, s'exprimait en monnaies d'argent et de cuivre, et le rapport entre métaux évoluait avec le temps. Par ailleurs, sur l'ensemble des territoires sous la domination de Venise, de nombreux types de monnaies eurent cours, ce qui donnait lieu à une intense activité de change, entre autres avec la monnaie byzantine. 
La première lire en tant que pièce à part entière a été frappée en 1472, du temps du doge Niccolò Tron ; appelée lira Tron, elle pèse 6,48 g d'argent à 948 millièmes. Cette pièce est aussi la première lire émise en Italie. Avec le temps, le titrage s'est dégradé, et cette pièce fut alors appelée lirazza ou liretta (« petite lire »), valant 20 soldi ou 10 gaxeta en 1539. Par ailleurs, le cours du sequin est fixé en 1455 à 6 lires et 4 soldi. La gaxeta (ou gazzetta) est l'une des plus petites pièces en argent vénitiennes, frappée à partir de 1539, sous Pietro Lando, d'un poids de 0,29 g à 948 millièmes. D'autres lires d'argent au même poids furent produites sous ce doge, entre 1539 et 1545. Puis, avec l'arrivée de flux d'argent métal provenant du Nouveau Monde, la République frappe, à partir de 1578, un scudo d'argento d'argent d'une valeur de 7 lires et d'un poids de 30,1 g, équivalent au thaler impérial (tollero). Son rapport à l'or se dégrade, et en 1739, il est réévalué au change au cours de 12,4 lires.

### Révolution et occupation autrichienne
En 1797, un gouvernement provisoire met fin à la république. Durant huit mois, il a le temps de faire frapper une pièce de 10 lires en argent pesant 28,47 g à 826 millièmes. La monarchie de Habsbourg prend ensuite le relais et transforme la région en province impériale jusqu'en 1805. Durant cet intervalle autrichien et que circule le Konventionstaler valant 7 lires, des pièces en lires sont frappées, pour des valeurs de ½, 1 et 2 lires, en billon (à 250 millièmes d'argent), et de mauvaise qualité. La pièce de 1 lire pèse 5,3 g. En 1802, une nouvelle pièce de 1 lire est fabriquée, pesant 11,35 g mais également en billon. La loi de Gresham s'appliquant, les talers disparurent rapidement de la circulation.

### La république de Saint-Marc

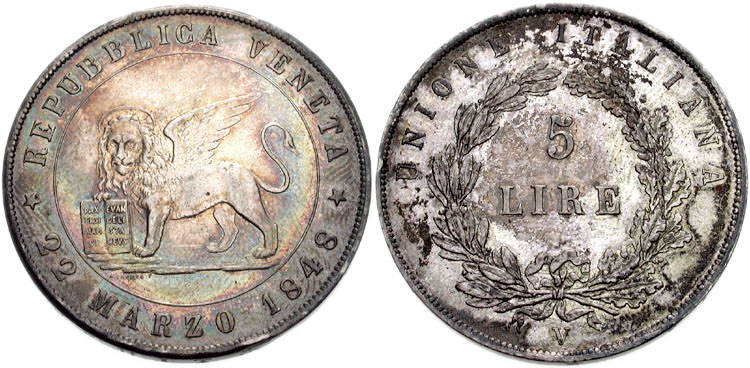
Pièce de 5 lires (1848), recto/verso, argent, 25 g.

Durant moins de deux ans, cette nouvelle république put faire frapper en 1848-1849, deux pièces en argent, de 1 lire et de 5 lires, sur le modèle des pièces en franc Germinal (5 g et 25 g d'argent à 900 millièmes). Il y eut aussi une pièce en or de 20 lires, également calquée sur son modèle français. Les pièces divisionnaires étaient de 1, 3, 5 et 15 centesimi, en cuivre et en billon. Toutes ces pièces comportent au revers le lion de Saint-Marc. La légende indique Independenzia Italiana (indépendance italienne), puis Venezia (Venise) et Alleanza dei Populi Liberi (union des peuples libres). En 1850, sous contrôle autrichien, la lire de Lombardie-Vénétie redevient la monnaie officielle.